# Niklas Hedl
Niklas Hedl (Viena, Austria, 17 de marzo de 2001) es un futbolista austriaco. Juega de guardameta y su equipo es el SK Rapid Viena de la Bundesliga. Es internacional absoluto por la selección de Austria desde 2022.

## Trayectoria
Formado en las inferiores del SK Rapid Viena, fue promovido al segundo equipo en la temporada 2017-18. Debutó con el primer equipo en la Bundesliga el 20 de febrero de 2022 ante el Sturm Graz, fue empate 2-2.

## Selección nacional
Fue internacional en categorías inferiores con Austria.
Debutó con la selección absoluta el 16 de noviembre de 2022 ante Andorra en un encuentro amistoso.

### Participaciones en Eurocopas
| Copa          | Sede     | Resultado        | Partidos | Goles |
| ------------- | -------- | ---------------- | -------- | ----- |
| Eurocopa 2024 | Alemania | Octavos de final | 0        | 0     |

## Estadísticas
Actualizado al último partido disputado el 1 de junio de 2025.
| Club                        | Div.          | Temporada     | Liga  | Liga  | Copas nacionales | Copas nacionales | Copas internacionales | Copas internacionales | Total | Total |
| Club                        | Div.          | Temporada     | Part. | Goles | Part.            | Goles            | Part.                 | Goles                 | Part. | Goles |
| --------------------------- | ------------- | ------------- | ----- | ----- | ---------------- | ---------------- | --------------------- | --------------------- | ----- | ----- |
| SK Rapid Viena II · Austria | 3.ª           | 2018-19       | 18    | 0     | —                | —                | —                     | —                     | 18    | 0     |
| SK Rapid Viena II · Austria | 3.ª           | 2019-20       | 9     | 0     | —                | —                | —                     | —                     | 9     | 0     |
| SK Rapid Viena II · Austria | 2.ª           | 2020-21       | 22    | 0     | —                | —                | —                     | —                     | 22    | 0     |
| SK Rapid Viena II · Austria | 2.ª           | 2021-22       | 7     | 0     | —                | —                | —                     | —                     | 7     | 0     |
| SK Rapid Viena II · Austria | Total club    | Total club    | 56    | 0     | 0                | 0                | 0                     | 0                     | 56    | 0     |
| SK Rapid Viena · Austria    | 1.ª           | 2021-22       | 10    | 0     | 0                | 0                | 1                     | 0                     | 11    | 0     |
| SK Rapid Viena · Austria    | 1.ª           | 2022-23       | 31    | 0     | 5                | 0                | 6                     | 0                     | 42    | 0     |
| SK Rapid Viena · Austria    | 1.ª           | 2023-24       | 32    | 0     | 6                | 0                | 4                     | 0                     | 42    | 0     |
| SK Rapid Viena · Austria    | 1.ª           | 2024-25       | 32    | 0     | 3                | 0                | 16                    | 0                     | 51    | 0     |
| SK Rapid Viena · Austria    | Total club    | Total club    | 105   | 0     | 14               | 0                | 27                    | 0                     | 146   | 0     |
| Total carrera               | Total carrera | Total carrera | 161   | 0     | 14               | 0                | 27                    | 0                     | 202   | 0     |

## Vida personal
Su padre Raimund también fue futbolista profesional.